# António Leal Moreira
António Leal Moreira (Abrantes, 30 de junio de 1758 - Lisboa, 26 de noviembre de 1819) fue un compositor clásico portugués.

## Biografía
António Leal Moreira nació en la parroquia de Santa Maria do Castelo (Abrantes), en cuya iglesia fue bautizado nueve días después. Más tarde se trasladaría a Lisboa, donde estudió, trabajó, se casó y murió. Fue un compositor y organista clásico portugués que jugó un papel fundamental en el ambiente musical de la corte de Lisboa. El 30 de junio de 1766 ingresó en el Seminario Patriarcal de Lisboa, donde fue alumno de João de Sousa Carvalho. Fue alumno y posteriormente profesor del Seminario Patriarcal. La mayor parte de su música sacra fue compuesta para la Capilla Real y a partir de 1782 comenzó a escribir serenatas, que se interpretaron en los palacios de Queluz y Ajuda.
Fue compositor de gran importancia, especialmente con serenatas cortesanas en la primera fase del reinado de Doña María I de Portugal, hasta su destitución en 1792. En 1775 se convirtió en asistente de su maestro y organista. En 1787 fue nombrado maestro de capilla. El 19 de mayo de 1777 interpretó su primera obra sacra, la Misa del Espíritu Santo, que fue cantada durante la aclamación de la reina Doña María I de Portugal.
En 1790 fue nombrado director musical del Teatro da Rua dos Condes, donde se representaban óperas italianas. Tres años después, en el palacio del financiero Anselmo José da Cruz Sobral, en Lisboa, se estrenó el drama Il natale augusto. Entre los diversos cantantes que participaron destaca la mezzosoprano portuguesa Luísa Todi.
En 1793, Moreira se convirtió en el primer director musical del nuevo Teatro de São Carlos, donde se representó su obra con texto en portugués, A vendetta da cigana (1794). En 1799 dejó la gestión de São Carlos a Marcos Antonio Portugal y Francesco Federici. Entre sus muchas y valiosas piezas encontramos óperas, sinfonías, misas y responsorios, al menos uno de los cuales fue la ópera bufa Il disertore francese, que se representó en el Teatro Carignano de Turín y en el Teatro La Scala de Milán.No se ha conservado ningún retrato suyo.
Sus obras teatrales y sacras estuvieron fuertemente influenciadas por el estilo de Giovanni Paisiello y Domenico Cimarosa. 

## Composiciones

### Ópera
- Bireno y Olimpia (serenata, libreto de Gaetano Martinelli, 1782, Lisboa)[7]
- Siface y Sofonisba (drama para música cantada, libreto de Gaetano Martinelli, 1783, Lisboa)
- Los Imenei de Delfos (drama lírico alegórico, libreto de Gaetano Martinelli, 1785, Lisboa)
- Ascanio en Alba (drama para música cantada, libreto de Claudio Nicola Stampa, 1785, Lisboa)
- Artemisia, reina de Caria (drama para música cantada, libreto de Gaetano Martinelli, 1787, Lisboa)
- Los héroes espartanos (drama para música, libreto de Gaetano Martinelli, 1787, Lisboa)
- Los afectos del genio lusitano (drama para música cantada, libreto de Gaetano Martinelli, 1789, Lisboa)
- Il puro omaggio (drama para música, libreto de Gaetano Martinelli, 1791, Lisboa)
- El natal de Augusto (drama para música, libreto de Gaetano Martinelli, 1793, Lisboa)
- La campesina enamorada o el remedio es casarse (farsa, libreto de D. Caldas Barbosa, 1793, Lisboa)
- La venganza de la gitana (drama serio y lúdico, libreto de D. Caldas Barbosa, 1793, Lisboa)
- La heroína lusitana (drama para música, libreto de Gaetano Martinelli, 1795, Lisboa)
- La música en el Dispertore francés ( Ópera bufa , 1800, Turín)